# Friedemann Schulz
Friedemann Schulz (* 17. Mai 1945 in Timmendorfer Strand; † 7. September 2016) war ein deutscher Hörspiel- und Drehbuchautor sowie Regisseur.

## Leben
Friedemann Schulz schrieb Hörspiele, bei denen er zum Teil auch selbst Regie führte. Eines seiner frühen Stücke ist Der Tod in der Waschstraße, das der Südwestfunk 1980 unter der Regie von Hermann Naber produzierte. Ein Jahr später erfolgte die Verfilmung von Der Tod in der Waschstraße, bei der Friedemann Schulz selbst Regie führte. 1988 inszenierte er für das ZDF den Film Reise ohne Auftrag mit Christian Brückner in der Hauptrolle, ebenfalls nach eigenem Buch (1983 schon als Hörspiel realisiert).
Zwei seiner Hörspiele wurden jeweils als Hörspiel des Monats ausgezeichnet. Das zwölfte Level , ein Thriller über Computerspiele, künstliche Intelligenz und Cyberwelten, biete „Einblick in die Befindlichkeit der heute Mitte Zwanzigjährigen, deren Zukunft am allerunsichersten ist“, so die Begründung der Jury zur Preisverleihung.
Von 2011 bis zu seinem Tod schrieb er für den Hessischen Rundfunk sechs Folgen der Reihe Radio-Tatort um den Hauptkommissar Nebe.
Schulz war seit 1993 Dozent für Drehbuch an der Filmakademie Baden-Württemberg in Ludwigsburg und lebte in Neuwied.

## Werke
- Tod in der Waschstraße, Regie: Hermann Naber (SWF 1980)
- Schwarzer Vogel, Regie: Bernd Lau (BR 1980)
- Die laute Straße, Regie: Lothar Weber (WDR 1981)
- Reise ohne Auftrag, Regie: der Autor (SWF 1983)
- Der Stern des Südens, Regie: der Autor (NDR 1986)
- ROMA. TERMINI, Regie: Günter Bommert (RB/SFB 1987)
- MILKMAIDRUN, Regie: der Autor (RB 1990)
- Bossa Nova. Montags, Regie: der Autor (SFB 1991)
- Angry Boy, Regie: Thomas Werner (WDR 2001)
- Observation am Nachmittag, Regie: Christoph Pragua (WDR 2004)
- Die Novizen, Regie: Ulrich Lampen (HR 2005), Hörspiel des Monats Mai 2005[5]
- Das zwölfte Level, Regie: Martin Zylka (WDR 2006), Hörspiel des Monats August 2006
- No Go Area. Vorläufiger Bericht aus dem Außen, Regie: Ulrich Lampen (HR 2008)
- Die Augen, Regie: Thomas Leutzbach (WDR 2008)
- Die Außerirdischen, Regie: Ulrich Lampen (HR 2010)
- Verschwinden, Regie: Ulrich Lampen (HR 2011)
- Abschaum, Regie: Harald Krewer (HR 2011), Radio-Tatort 46
- Vorahnung, Regie: Harald Krewer (HR 2012), Radio-Tatort 57
- Das grüne Zimmer, Regie: Thomas Wolfertz (HR 2013), Radio-Tatort 69
- Dancing Queen, Regie: Thomas Wolfertz (HR 2014), Radio-Tatort 81
- Rote Wasser, Regie: Thomas Wolfertz (HR 2015), Radio-Tatort 93
- Die Liebe einer Leihmutter, Regie: Thomas Wolfertz (HR 2016), Radio-Tatort 104